# Xyrauchen texanus
Xyrauchen texanus är en fiskart som först beskrevs av Charles Conrad Abbott, 1860.  Xyrauchen texanus ingår i släktet Xyrauchen och familjen Catostomidae. IUCN kategoriserar arten globalt som akut hotad. Inga underarter finns listade i Catalogue of Life.